# Anydrophyta
Az Anydrophyta a Zygnematophyceae és az embriós növények által alkotott klád a Phragmoplastophyta taxonon belül. Testvértaxonja a Coleochaetophyceae.:1. ábra

## Etimológia
Az Anydrophyta a görög α-fosztóképzőből, a υδώρ, víz és a φυτον, növény szavakból származik, utalva arra, hogy olyan növényekről van szó, melyek a vízen kívül is élni tudnak.:964

## Történet

### A Charophyceae mint az embriós növények testvércsoportja
Eredetileg azt feltételezték, hogy a Charophyceae az embriós növények testvércsoportja: a Viridiplantae legegyszerűbb tagja az egysejtű Mesostigmatales, a Chlorokybales szarcinoid sejttársulásokból áll, a Klebsormidiales el nem ágazó fonalú, a Zygnematales elágazó fonalú, a Coleochaetales parenchimás szövetből áll, a Charales pedig már nagyobb élőlényeket tartalmaz. Ehhez hasonlóan az izogám ősi csoportokból a levezetettebb oogám csoportok felé halad e nézet szerint. Azonban a morfológiai nézettel szemben más adatok ennek ellentmondtak: például a ptDNS szerint a Zygnematales a növények testvércsoportja, és a magi DNS is ezt támasztja alá. Ezenkívül az egyre összetettebbé váló morfológiáról szóló nézetről is kiderült, hogy hamis – például a Zygnematalesben vannak fonalas és egysejtű élőlények, ez utóbbi pedig elágazó fonalú élőlényekből levezetett jellemző lehet, ahogy az ostoros állapot is megszűnt e rendben az embriós növényekhez hasonlóan.
C. Jeffrey 1971-ben a Charophyceae csoportot az Embryophytával együtt a Streptophyta kládba helyezte, ezt főtörzzsé nyilvánították, majd Bremer törzsi szintre helyezte, 2009-ben pedig M. W. Chase és J. L. Reveal az embriós növények filogenetikus rendszertanáról írt cikket, ebben azok osztályként szerepeltek a zöldmoszattaxonokhoz hasonlóan, Equisetopsida néven.
2012-ben és 2014-ben már megjelentek olyan tanulmányok, melyek szerint a Zygnematophyceae az Embryophyta legközelebbi rokona.

### Az embriós növények és a Zygnematophyceae kapcsolata
2020-ban Stefan A. Rensing a Zygnematophyceae és az Embryophyta egyesítéseként definiálta az Anydrophytát,:964 a két csoport testvéri kapcsolatát később több tanulmány is megerősítette.

## Morfológia
A Zygnematophyceae egysejtű vagy fonalas fajokból áll, míg az embriós növények telepes (mohák) vagy szövetes (Tracheophyta) fajokat tartalmaznak.

## Szaporodás

### Ivaros szaporodás
Az ivaros szaporodás a Zygnematalesben konjugációval, a mohákban és páfrányokban a petesejtbe érkező kétostorú hímivarsejtekkel, a páfrányok kétostorú hímivarsejtekkel, a legtöbb nyitva- és az összes zárvatermőben olyan oogámia révén történik, ahol a hímivarsejt ostorral nem rendelkezik, kivéve az ostoros hímivarsejtű Ginkgo, Selaginella és Lycopodium nemzetséget és a Cycadales rendet. Az ostoros hímivarsejtek kétostorúak. A Zygnematophyceae-ivarsejtjei nem rendelkeznek ostorral, sem centriólummal, így ostoraikat feltehetően nem másodlagosan vesztették el.
Mivel a zárvatermő-hímivarsejtek ostorral nem rendelkeznek, nem igényelnek vizet a petesejthez kerüléshez a protiszták, mohák, páfrányok és egyes nyitvatermők hímivarsejtjeivel szemben, ehelyett a szél vagy egy állat révén tesznek meg nagy távolságot. A zárvatermőkben az új növény kettős megtermékenyítéssel jön létre, az endosperma triploid táplálószövettel rendelkezik. Nemzedékváltakozásukban többsejtű sporofiton generáció váltakozik szintén többsejtű gametofiton generációval. Ez utóbbi a hím gametofitonokban 3 sejtű.

### Ivartalan szaporodás
A Zygnematophyceae ivartalanul töredezéssel, osztódással, akinétákkal vagy partenospórákkal, a mohák gemmákkal tudnak szaporodni.

## Evolúció
A kriogénben alakulhatott ki, amikor a többségében fagyott Földben a vízen kívül élni képes algák jöttek létre. A kriogén jégkorszakai a többsejtűek kifejlődésében fontosak lehettek, az ismeretlen helyzetű eukarióták ekkori fosszíliái pedig fontosak lehetnek a pontosabb meghatározáshoz.
Feltehetően horizontális géntranszfer tette lehetővé molekuláris adaptáció révén a szárazságtűrést és a szárazföldön való megjelenést.

## Genomika
Rensing 2020-ban a Streptophyta algáinak genomját összehasonlítva kimutatta, hogy az Anydrophyta fejlődése során a fitohormon-bioszintézis és -jelzés fokozatosan az embriós növényekben jelenlévőkhöz hasonlóvá fejlődött.:964 Míg a Chara Aux/IAA auxinrepresszora nem kanonikus (I. és II. domén nélküli), a Peniumé egy, az embriós növényekét tartalmazó fehérjekládnak tagja.:964
A Penium CAzimjei nagyobbak, ez feltehetően összefügg a nyálkakeletkezéssel. GRAS géncsaládja összefügghet az Anydrophyta evolúciós sikerével.:964–965

## Jelentőség
A növények a légköri oxigén mennyiségét növelve és a szén-dioxid megkötésével lehetővé tették további élőlények, például az állatok, így az ember megjelenését is a szárazföldön.